# 李宗林
李宗林（1906年—1967年），男，四川成都人，中华人民共和国政治人物。曾任成都市人民政府、成都市人民委员会市长。

## 生平
1954年，当选第一届全国人民代表大会代表。